# انتشار مسهل

الانتشار المسهل عبر غشاء الخلية يظهر قنوات أيونية وبروتينات حاملة

الانتشار المسهل أو النقل المسهل هو عملية نقل لانشط تلقائي (الذي يعاكس النقل النشط) للجزيئات والأيونات عبر غشاء حيوي عن طريق بروتين تكاملي عبر غشائي. كون الانتشار المسهل نقلا سلبيا لانشطا فإنه لا يتطلب طاقة كيميائية مباشرة من التحلل المائي للأدينوسين ثلاثي الفسفات أثناء خطوة النقل نفسها، عوضا عن ذلك فإن الجزيئات والأيونات تتحرك هبوطا بالنسبة لتدرج تركيزها عاكسة طبيعة النقل الانتشارية.

## روابط خارجية
- Facilitated Diffusion - Description and Animation
- Facilitated Diffusion- Definition and Supplement